# Caritas Oberösterreich
Die Caritas Oberösterreich ist eine soziale Hilfsorganisation der römisch-katholischen Kirche im österreichischen Bundesland Oberösterreich. Sie ist Teil von Caritas Österreich, aber eine eigenständige Institution und untersteht dem Bischof der Diözese Linz.

## Organisation
Die Caritas Oberösterreich ist in sieben Fachbereiche gegliedert, die dem Vorstand unterstellt sind. Mitglieder des Vorstandes sind:
- Franz Kehrer, Direktor (bis 31. August 2025)
- Stefan Pimmingstorfer, Leiter Fachbereich Begleitung und Teilhabe, Leiter Fachbereich Kinderbildungs- und -betreuungseinrichtungen, (ab 1. September 2025 Direktor der Caritas Oberösterreich)
- Edith Bürgler-Scheubmayr, Stellvertretende Direktorin, Leiterin Fachbereich Bildung und Entwicklung, Leiterin Fachbereich Kinderbildungs- und -betreuungseinrichtungen
- Marion Huber, Leiterin Fachbereich Nothilfe und Zusammenleben, Leiterin Internationale Hilfe
- Martin Gruber, Leiter Fachbereich Begleitung und Teilhabe, Leiter Fachbereich Betreuung und Pflege
- Franziska Mair, Pastoralassistentin

Abteilungen der einzelnen Fachbereiche:
| Administration und Service        | Begleitung und Teilhabe       | Betreuung und Pflege            | Bildung und Entwicklung                                                | Kinderbildungs- und Betreuungseinrichtungen         | Nothilfe und Zusammenleben             | Schulen für Sozialbetreuungsberufe                 |
| --------------------------------- | ----------------------------- | ------------------------------- | ---------------------------------------------------------------------- | --------------------------------------------------- | -------------------------------------- | -------------------------------------------------- |
| Controlling                       | Arbeit                        | Betreubare Wohnform             | Heilpädagogik                                                          | Integrative Heilpädagogische Kindergärten und Horte | Beratung und Hilfe                     | Schule für Sozialbetreuungsberufe Josee            |
| Infrastruktur                     | Ausbildung                    | Mobile Familiendienste          | Junges Wohnen                                                          | Kindergärten Krippen und Horte                      | Flüchtlingshilfe                       | Schule für Sozialbetreuungsberufe Salesianumweg    |
| IT                                | Erziehung / Leben Lernen      | Mobile Pflegedienste            | Fachstelle für kirchliche Kinderbildungs- und -betreuungseinrichtungen |                                                     | Integration                            | Schule für Sozialbetreuungsberufe Schiefersederweg |
| Kommunikation                     | Psychische Soziale Begleitung | Mobiles Hospiz, Palliative Care | Logopädie                                                              |                                                     | Sachspenden                            |                                                    |
| Organisation, Qualitätsmanagement | Spezielle Dienst              | Pflegende Angehörige            | Verlag unsere Kinder                                                   |                                                     | Sozialprojekte                         |                                                    |
| Personal                          | Wohnen                        | Seniorenwohnen                  |                                                                        |                                                     | Internationale Hilfe                   |                                                    |
| Rechnungswesen                    | Wohnen Erwachsene             |                                 |                                                                        |                                                     | RegionalCaritas und Freiwilligenarbeit |                                                    |
| Spendenmarketing                  |                               |                                 |                                                                        |                                                     | youngCaritas                           |                                                    |

## Geschichte
1946 wurde die Errichtung des „Diözesan-Caritasinstitut“ vom damaligen Bischof Fließer initiiert. Der im Jahr 1907 gegründete Karitasverband wurde damit als „Caritas der Diözese Linz“ zur eigenen Rechtspersönlichkeit. Im Mittelpunkt der Caritas-Arbeit stand zu dem Zeitpunkt die Bewältigung der Armut und Obdachlosigkeit in der Nachkriegszeit (Flüchtlingsbetreuung und -unterbringung, Vermisstensuche, Kinderbetreuung, Nahrungsmittelbesorgung, Essensausgabe). Als zentrale Aufgabe wurde die Unterstützung von Familien in schwierigen Situationen erkannt und damit die (Wieder-)eröffnung und der Ausbau von Pfarrcaritas-Kindergärten, des Kindergartenreferates sowie der Mobilen Familiendienste. Weitere wesentliche Aufgabenbereiche waren die Altenbetreuung, die Unterstützung für pflegende Angehörige und Dienstleistungsangebote für Menschen mit Beeinträchtigungen. Ab 1990 wurde die Internationale Hilfe aufgebaut sowie für Armutsbetroffene Oberösterreicherinnen und Oberösterreicher neben dem Sozialzentrum in Linz auch die heutigen regionalen „Caritas-Sozialberatungsstellen“ errichtet. Es entstanden in Folge auch neue Einrichtungen für Obdachlose. Mit den gesellschaftlichen Veränderungen haben sich die Schwerpunkte der Arbeit immer wieder verlagert und es wurden viele neue innovative Projekte initiiert gemäß des Grundauftrages: „Not sehen und handeln“.

## Aufgaben und Angebote
Beweggrund und Richtschnur der Arbeit ist der christliche Auftrag aus dem Evangelium. Caritas, die „gelebte Nächstenliebe“, ist eine unverzichtbare Aufgabe der Katholischen Kirche und jedes einzelnen Christen. Als Teil der bischöflichen Kurie ist die Caritas der Diözese Linz laut Statut die zentrale Koordinationsstelle aller caritativen Einrichtungen in der Diözese. Sie unterstützt die Pfarrgemeinden in ihrer caritativen Tätigkeit und nimmt seit 1946 als Hilfs- und Dienstleistungsorganisation einen Teil der diözesanen Aufgaben in Form von qualifizierten Hilfs- und Dienstleistungsangeboten sowie durch Hilfe in besonderen Not- und Katastrophenfällen wahr. Oberstes Prinzip ist, die Würde jedes einzelnen Menschen zu achten und sie/ihn in ihren/seinen Fähigkeiten zu stärken. Der Grundauftrag der Caritas Oberösterreich umfasst folgende zentrale Aspekte:
- Wir sind da. Wenn wir Not sehen, handeln wir.
- Und zwar für alle. Vielfalt ist für uns eine Bereicherung, jeder Mensch ist wertvoll.
- Wir leben Nächstenliebe. Respekt, Wertschätzung und Mitgefühl leiten unser Handeln.
- Wir fördern Solidarität und Zusammenhalt. Nur gemeinsam sind wir stark.
- Wir leisten Hilfe zur Selbsthilfe. Der Glaube an die Fähigkeit der Menschen, ihr Leben aus eigener Kraft zu bewältigen, treibt uns an.
- Wir handeln tatkräftig, herausfordernd und herzlich. Mit einer mutigen, klaren und politisch unabhängigen Position gestalten wir die Zukunft aktiv mit.

### Nothilfe und Zusammenleben
(Quelle: )
- Sozialberatungsstellen (Linz, Bad Ischl, Braunau, Eferding, Gmunden, Grieskirchen, Kirchdorf an der Krems, Mondsee, Perg, Ried im Innkreis, Rohrbach, Schärding, Steyr, Vöcklabruck, Wels)
- Flüchtlingshilfe[6]: Beratungsstellen für Asylwerberinnen und Asylwerber, Flüchtlingshäuser, Mobile soziale Betreuung
- Migration/Integration[7]: Integrationszentrum Paraplü, Regionale Kompetenzzentren für Integration und Diversität, Integrations-Caritas-Express, Lerncafés, Integration Vertriebener in Oberösterreich
- Sachspendenannahme und -ausgabe, CARLA-Shop Second Hand, Online-Shop
- Arbeitslosigkeit – Perspektive Handel in Kooperation und Förderung mit SPAR, Arbeitsmarktservice Oberösterreich, Wirtschaftsressort des Landes Oberösterreich
- Wohnungslosigkeit: Tageszentrum Wärmestube, Frida – Tageszentrum für wohnungslose Frauen, Hartlauerhof – Begleitetes Wohnprojekt, Krisenwohnen, Netzwerk Wohnungssicherung, Notquartier Innviertel, Wohnungsagentur Braunau und Ried, Kontaktstelle für Armutsmigrantinnen und Armutsmigranten

- Help-Mobil: Bus, der Obdachlosen medizinische Notversorgung bietet. Es handelt sich um ein gemeinsames Angebot der Caritas Oberösterreich, zusammen mit dem Arbeitersamariterbund OÖ, der Kongregation der Barmherzigen Schwestern Linz, dem Roten Kreuz Linz und dem Lazarus-Orden Hilfsdienst Oberösterreich.
- Krankenzimmer: Ein Angebot für obdachlose Menschen mit und ohne Versicherungsschutz, wenn diese wegen Erkrankung vorübergehend einen betreuten Wohnplatz benötigen.
- WEGE – Wohngemeinschaft für Haftentlassene
- LENA – Fachberatungsstelle für Menschen, die in der Sexarbeit tätig sind oder waren
- Haus für Mutter und Kind
- RegionalCaritas[8]: Anlaufstelle in der Region für alle Fragen rund um die Caritas. Die RegionalCaritas vernetzt Hilfsangebote sowie Initiativen vor Ort und unterstützt die Pfarren in ihrer sozialen Arbeit. Darüber hinaus informiert sie über die Möglichkeiten, sich in der Caritas freiwillig zu engagieren und vermittelt an die Einrichtungen weiter.
- youngCaritas[9]: Stelle innerhalb der Caritas OÖ, die für Kinder und junge Menschen (von 6 – 30 Jahren) soziale Themen jugendgerecht aufbereitet und soziales Engagement unterstützt, begleitet und fördert.

### Bildung und Entwicklung
(Quelle: )
- Heilpädagogik, Fachberatung für Integration – diese unterstützt im Auftrag des Landes Oberösterreich bei der Integration von Kindern mit Beeinträchtigungen in Kindertageseinrichtungen
- Junges Wohnen – Guter Hirte: Wohn- oder Betreuungsangebot in Linz unabhängig von Nationalität oder Konfession für Schüler einer höheren Schule, Berufsschüler, Studierende im Betrieb eines Heimes bzw. Internates und Wohngemeinschaften für junge Erwachsene, die sich in Ausbildung befinden
- Fachstelle für kirchliche Kindertageseinrichtungen: Unterstützung der Träger/Erhalter dieser Einrichtungen mit Fachberatung, Lohnverrechnung, Weiterbildungsangeboten etc.
- Logopädie
- Fachzeitschrift und Verlag Unsere Kinder

### Kinderbildungs- und Betreuungseinrichtungen
(Quelle: )
- Integrative heilpädagogische Kindergärten und Horte
- Caritas Kindergärten, Krabbelstuben und Horte

### Betreuung und Pflege
(Quelle: )
- Betreubare Wohnformen
- Seniorenwohnhäuser, Tagesbetreuung für Menschen mit Demenz
- Mobile Familiendienste: Die mobilen Familiendienste helfen Familien bei Kinderbetreuung und Haushaltsführung in belastenden Lebenssituationen.
- Mobile Pflegedienste: Die mobilen Pflegedienste bieten Hilfestellung, Betreuung und Pflege älterer Menschen in ihrem zu Hause sowie Hauskrankenpflege, Angehörigenentlastungsdienst, 24-Stunden-Betreuung, Alltagsbegleitung und Besuchsdienste.
- Mobiles Hospiz Palliative Care: Palliativ medizinisch-pflegerische Betreuung und Begleitung für unheilbar kranke Menschen und deren Umfeld, speziell für schwer kranke, unheilbar kranke oder schwer behinderte Kinder und ihr Umfeld bietet das KinderPalliativNetzwerk umfassende Unterstützung, psychosoziale und spirituelle Begleitung der Betroffenen sowie Trauerbegleitung
- Service für pflegende Angehörige: Unterstützungs- und Entlastungsangebote für Menschen, die Angehörige zu Hause pflegen und betreuen

### Begleitung und Teilhabe
(Quelle: )
- Ausbildung, Arbeit und Wohnen für Kinder, Jugendliche und Erwachsene mit Beeinträchtigungen
- Therapie und Beratung: Ambulatorium St. Isidor, Integratives Reitzentrum St. Isidor, MEANDER – Gesundheitsförderungsprojekt für Angehörige von Kindern und Jugendlichen mit Beeinträchtigungen, medizinisch-therapeutische und förder- therapeutische Maßnahmen in St. Pius/Steegen, HOPE – diverse familienfördernde Angebote,
- Psychosoziale Begleitung – invita[13]: Wohn-, Arbeits- und Betreuungsmöglichkeiten für Menschen mit psychischen Beeinträchtigungen
- Kinderhotel Leonding: Integratives Kinderhotel für Kinder mit und ohne Beeinträchtigung an bestimmten Wochenenden für Eltern, die eine Auszeit benötigen
- Balu – Für übergewichtige Kinder und Jugendliche
- KIJUK St. Isidor (Kinder- und Jugendkompetenzzentrum): Anlaufstelle für Eltern, deren Kinder psychosoziale Probleme bzw. Verhaltensauffälligkeiten zeigen; medizinische, therapeutische und pädagogische Leistungen und Beratungs- und Unterstützungsangebote für die ganze Familie

### Ausbildung
An drei Schulstandorten der Caritas Oberösterreich können Sozialbetreuungsberufe erlernt werden:
- Schule für Sozialbetreuungsberufe Linz, Salesianumweg
- Schule für Sozialbetreuungsberufe Linz, Schiefersederweg
- Schulzentrum Josee Ebensee

### Administration und Service
Die Arbeit in den vielfältigen Fachbereichen der Caritas Oberösterreich wird durch Fachkräfte in den zentralen Servicestellen unterstützt: Controlling, Infrastruktur, IT, Kommunikation, Organisationsentwicklung/Qualitätsmanagement, Personal, Rechnungswesen, Spendenmarketing.

## Mitarbeiter
Die Caritas Oberösterreich beschäftigt rund 3.200 Personen, zu denen neben den hauptamtlich beschäftigten Mitarbeitern auch Praktikanten und Zivildienstleistende zählen. Die vielfältigen Dienstleistungsangebote ermöglichen ein breites Spektrum an Tätigkeitsfeldern.
Zusätzlich unterstützen rund 1.100 Freiwillige in verschiedensten Bereichen, Einrichtungen und Projekten die Arbeit der Caritas und sind somit ein unverzichtbarer Teil der Organisation.
Ebenso ist es möglich, in Einrichtungen der Caritas Oberösterreich das Freiwillige Soziale Jahr zu absolvieren.

## Finanzierung
Die Einnahmen setzen sich zusammen aus öffentlichen Kostenbeiträgen (83,87 %), privaten Leistungsentgelten (6,49 %), Beiträgen der Diözesanfinanzkammer (2,38 %) sowie Spenden (7,26 %). Die Spenden werden wie folgt verwendet:
- 43,2 % Hilfe für Menschen in Not (Inland)
- 31,1 % Internationale Hilfe
- 14,7 % Menschen mit Behinderungen
- 6,6 % Integrations- und Flüchtlingsarbeit
- 3,7 % Familien und alte Menschen
- 0,7 % Kinder & Jugendliche
- 0,036 % Schulen für Sozialbetreuungsberufe

(Stand 2022).
Nach den Angaben des Bundesministeriums für Finanzen sind Spenden an die Caritas Oberösterreich steuerlich als Sonderausgaben absetzbar (SO-1240).